# Alzheimer Klinikken
Alzheimer Klinikken var en rapgruppe bestående af Liam Nygaard O'Connor (L.O.C.) og  Chadi Abdul-Karim, og gruppen blev dannet i 1995. De udgav i 1997 deres første demobånd, Respekten Stinker. Året efter udkom EP'en Første Træk.

## Diskografi
- Respekten Stinker (1997, demobånd)
- Første Træk (1998, EP)